# Gmina Aegviidu
Gmina Aegviidu (est. Aegviidu vald) – dawna gmina wiejska w Estonii, w prowincji Harju. Zlikwidowana w ramach reformy administracyjnej w 2017 roku. Jej obszar włączono do gminy Anija.